# 제59회 금마장
제59회 금마장은 2022년 11월 2일에 열린 시상식이다.

## 수상 및 후보

### 장편영화상
- 쿠-쿠 043 - 찬친링 수상
- 주(咒) - 케빈 코
- 가가 - 라하 메보우
- 림보 - 정 바오루이
- 더 써니 사이드 오브 더 스트리트 - 류각루이

### 다큐멘터리상
- 앤드 마일스 투 고 비포 아이 슬립 - 차이종룽 수상
- 사일런스 인 더 더스트 - 리 웨이
- 어 홀리 패밀리 - 엘비스 아-리앙 루
- 더 킹 오브 우시아 - 임정걸
- 블루 아일랜드 - 찬쯔운

### 라이브 액션 단편영화상
- 내 목소리를 들어줘 - 리 니엔 슈 수상
- 투 더 씨 - 린포위
- 빅 데이 - 장쭝제
- 프론티어 - 이명
- 더 띵 위드 페더스 - 쉬톈린

### 단편 애니메이션상
- 컴파운드 아이즈 오브 트로피컬 - 장슈-젠 수상
- 미꾸라지 - 쉬 안 외 1명
- 다리 밑의 개 - 리후 탕
- 신비한 섬 - 유유
- 어 나이트 위드 무시나 - 차이 시우 청

### 단편 다큐멘터리상
- 윌 유 룩 앳 미 - 황슐리 수상
- 더 라이팅 - 무스퀴퀴 취잉
- 별 아래 파도 위의 집 - 라우 켁 후앗
- 가오슝 시티, 옌청 디스트릭트, 푸베이 Rd., No.31 - 치앙 위-량
- 더 블랙 월 - 앤슨 막

### 감독상
- 가가 - 라하 메보우 수상
- 주(咒) - 케빈 코
- 플롯섬 앤드 젯섬 - 장초치
- 림보 - 정 바오루이
- 찬친링 - 쿠-쿠 043

### 남우주연상
- 더 써니 사이드 오브 더 스트리트 - 황추생 수상
- 더 나로우 로드 - Louis CHEUNG Kai-chung
- 더 나로우 로드 - LAM Ka-tung
- 더 포스트-트루스 월드 - CHANG Hsiao-chuan
- 쿠-쿠 043 - YU An-shun

### 여우주연상
- 어 라이트 네버 고즈 아웃 - 실비아 창 수상
- 주(咒) - TSAI Hsuan-yen
- 더 나로우 로드 - Angela YUEN Lai-lam
- 림보 - 류아슬
- 아줌마 - HONG Hui-fang

### 남우조연상
- 배드 에듀케이션 - 베란트 주 수상
- 주(咒) - KAO Ying-husan
- 림보 - 메이슨 리
- 아줌마 - JUNG Dong-hwan
- 쿠-쿠 043 - HU Jhih-ciang

### 여우조연상
- 가가 - 캐고 파일링 수상
- 파 파 어웨이 - 제니퍼 유
- 더 포스트-트루스 월드 - Caitlin FANG
- 쿠-쿠 043 - YANG Li-ying
- 쿠-쿠 043 - Rimong Ihwar

### 신인감독상
- 더 써니 사이드 오브 더 스트리트 - 류각루이 수상
- 배드 에듀케이션 - 카이 코
- 아줌마 - 슈밍 히
- 더 어벤던드 - 쳉 잉팅
- 키싱 더 그라운드 유 워크드 온 - 콩 칭회이

### 신인배우상
- 쿠-쿠 043 - HU Jhih-ciang 수상
- 주(咒) - HUANG Sin-ting
- 가가 - Yukan Losing
- 내 친한 친구의 아침식사 - 에릭 추
- 더 써니 사이드 오브 더 스트리트 - Sahal ZAMAN

### 각본상
- 더 써니 사이드 오브 더 스트리트 - 류각루이 수상
- 주(咒) - 케빈 코 외 1명
- 가가 - 라하 메보우 외 1명
- 아줌마 - 슈밍 히 외 1명
- 쿠-쿠 043 - 찬친링

### 각색상
- 림보 - 구건아 외 1명 수상
- 내 친한 친구의 아침식사 - Ryan TU

### 촬영상
- 림보 - 정조강 수상
- 주(咒) - CHEN Ko-chin
- 더 써니 사이드 오브 더 스트리트 - 륭밍카이
- 살루트 - YAO Hung-i
- 키싱 더 그라운드 유 워크드 온 - Charlie SOU Wai-kin

### 편집상
- 주(咒) - 케빈 코 수상
- 어 홀리 패밀리 - HUANG Yi-ling
- 림보 - 데이비드 M. 리처드슨
- 배드 에듀케이션 - SHIEH Meng-ju 외 1명
- 쿠-쿠 043 - 찬친링 외 2명

### 액션감독상
- 살루트 - SHEU Fang-yi 수상
- 반신: 전설의 시작! - LIAO Jia-sheng 외 2명
- 림보 - 황위량
- 더 어벤던드 - HUNG Shih-hao
- 게이랑 - Sunny PANG

### 예술감독상
- 림보 - 맥국강 외 1명 수상
- 주(咒) - Otto CHEN
- 반신: 전설의 시작! - LIN Tien-yu 외 2명
- 더 어벤던드 - YEH Tzu-wei
- 쿠-쿠 043 - CHANG Yi-feng

### 영화음악상
- 더 나로우 로드 - WONG Hin-yan 수상
- 주(咒) - Rockid LEE
- 림보 - KAWAI Kenji
- 살루트 - LEE Che-yi 외 명
- 쿠-쿠 043 - Point HSU

### 주제가상
- 내 친한 친구의 아침식사 - What's on Your Mind 수상
- 앤드 마일스 투 고 비포 아이 슬립 - La vì em
- 가가 - Around The Hearth
- 언톨드 허스토리 - A Place of Eternity

### 분장/의상디자인상
- 반신: 전설의 시작! - Ken FAN 외 1명 수상
- 주(咒) - TUNG Yen-hsiu 외 1명
- 림보 - Bruce YU 외 1명
- 더 어벤던드 - Lore SHIH 외 1명
- 쿠-쿠 043 - Emma CHEN

### 시각효과상
- 림보 - 임가락 외 2명 수상
- 주(咒) - HUANG Min-pin 외 3명
- 배드 에듀케이션 - ArChin YEN
- 어 라이트 네버 고즈 아웃 - Dennis YEUNG

### 음향효과상
- 주(咒) - R.T KAO 외 3명 수상
- 림보 - 노파와트 리키퉝
- 더 어벤던드 - R.T KAO 외 2명
- 키싱 더 그라운드 유 워크드 온 - Ellison LAU Chi-keong
- 쿠-쿠 043 - TU Duu-chih 외 2명

### 국제비평가협회상
- 쿠-쿠 043 - 찬친링 수상

### 관객상
- 림보 - 정 바오루이 수상

### 평생공로상
- 장자오탕 수상
- 라이 쳉-잉 수상

### 최우수대만영화인상
CHEN Ming-ze 수상

### 마스터 클래스
- 엠파이어 오브 라이트 - 샘 멘데스
- R.M.N. - 크리스티안 문주
- 에오 - 예르지 스콜리모프스키
- 피터 본 칸트 - 프랑소와 오종
- 리미니 - 울리히 사히들
- 카이막 - 밀코 만체프스키
- 페어리테일 - 알렉산드르 소쿠로프
- 웬 더 웨이브스 아 곤 - 라브 디아스

### 차이니스 글로벌 비젼
- 위시풀 싱크닝 - 존 쉬
- 홍콩 패밀리 - 힝 웡 에릭 창
- 투 마이 나인틴-이어-올드 셀프 - 메이블 청
- 은빛 새와 무지개 물고기 - 레이 레이
- 플라스틱 소나타 - 넬슨 여
- 어 웜, 왓에버 윌 비, 윌 비 - 미키 라이
- 플리즈 홀드 더 라인 - 탄 치에 딩
- 다양 벌송 - 더 신풀 쿡 - 총 킷 옹
- 에브리띵 니어 비컴즈 디스턴트 - 주윤이
- 아이 머스트 킵 싱잉 - 린즈원 외 2명
- 사이먼 세즈, 사이먼 세즈 - 시우치옌
- 온 어나더스 소로우 - 옌호훤

### 비바 오뙤르
- 이니셰린의 밴시 - 마틴 맥도나
- 퍼시픽션 - 알베르트 세라
- 컴온 컴온 - 마이크 밀스
- 레드 로켓 - 션 베이커
- 댓 카인드 오브 썸머 - 드니 코테
- 러브 라이프 - 후카다 코지
- 서브트랙션 - 마니 하기기

### 파노라마
- 더 선 - 플로리안 젤러
- 더 우먼 킹 - 지나 프린스-바이스우드
- 안녕, 소중한 사람 - 에밀리 아테프
- 어바웃 존 - 로랑 라리비에르
- 폴 마이 컨트리 - 라시드 하미
- 쓰리 나이츠 어 위크 - 플로랑 구엘루
- 마르셀! - 자스민 트린카
- 온 더 프린지 - 후안 디에고 보토
- 아이 라이크 무비즈 - 챈들러 르백
- 월드 워 III - 하우만 세이디

### 새로운 물결
- 더 워스트 원스 - 리즈 아코카 외 1명
- 메트로놈 - 알렉산드루 벨크
- 내겐 짜릿한 꿈이 있어 - 발렌티나 마우렐
- 소년배 - 안드레스 라미레즈 풀리도
- 워 포니 - 라일리 코프 외 1명
- 러너 - 마리안 마티아스

### 필름메이커스 인 포커스
- 더 프로타고니스트 - 루카 구아다니노
- 아이 엠 러브 - 루카 구아다니노
- 콜 미 바이 유어 네임 - 루카 구아다니노
- 살바토레- 슈메이커 오브 드림스 - 루카 구아다니노
- 본즈 앤 올 - 루카 구아다니노

### 아시아의 창
- 메타모르포제의 툇마루 - 카리야마 슌스케
- 프레그먼츠 오브 더 라스트 윌 - 제제 타카히사
- 더 패스: 라스트 데이즈 오브 더 사무라이 - 고이즈미 타카시
- 롤리스 - 사토 마사히코
- 다음 소희 - 정주리
- 올 더 피플 아일 네버 비 - 데이비 추
- 정순 - 정지혜
- 돌거북이 - 우 밍진
- 자서전 - 막불 무바라크
- 패스트 & 필 러브 - 나와폰 탐롱라타라닛
- 모범생 아논 - 소라요스 프라파판
- 맥스와 민, 그리고 미야옹자키 - 파드마쿠마르 나라시마무르티
- 비크람 - 로케쉬 카나가라즈

### 또 다른 시선
- 와서 직접 봐봐 - 호나스 트루에바
- 유 원트 비 얼론 - 고란 스톨레브스키
- 더 우드커터 스토리 - 미코 밀리라티
- 룰 34 - 줄리아 무랫
- 포르노멜랑콜리아 - 마누엘 아브라모비치

### 원더랜드
- 마르셀 더 쉘 위드 슈즈 온 - 딘 플레이셔-캠프
- 브라이언 앤 찰스 - 짐 아처
- 마이 올드 스쿨 - 조노 맥리드
- 컨비니어스 스토리 - 미키 사토시
- 개와 이탈리아 사람은 출입할 수 없음 - 알랭 우게토
- 프린세스 드래곤 - 장-자크 드니

### 뮤직 아포칼립스
- 할렐루아:레너드 코헨, 어 저니, 어 송 - 다니엘 겔러 외 1명
- 미우차, 더 보이스 오브 보사 노바 - 다니엘 자르보스 외 1명
- 24시간 파티하는 사람들 - 마이클 윈터바텀
- 라스트 왈츠 - 마틴 스코세이지

### 미드나잇 파티
- 더 메뉴 - 마크 미로드
- 다크 글래시스 - 다리오 아르젠토
- 피기 - 카를로타 마티네즈-페레다
- 와일드 맨 - 토마스 다네스코브
- 스픽 노 이블 - 크리스티안 타프드럽

### 고전 상영
- 독립시대 - 에드워드 양
- 시 시: 뷰티 오브 뷰티스 - 이한상
- 데이 세이 더 문 이즈 풀러 히어 - 나탁요
- 붉은 대지 - 나탁요
- 망향 - 허안화
- 여름연가 - 야스민 아흐마드
- 테오레마 - 피에르 파올로 파졸리니
- 베크마이스터 하모니즈 - 벨라 타르

### 서프라이즈 필름
- 한 남자 - 이시카와 케이
- 아이 엠 마키모토 - 미즈타 노부오
- 리빙 - 올리버 헤르마누스
- 킹덤 엑소더스 - 라스 폰 트리에

### 골든 홀스 어워즈 노미네이트 필름
- 쿠-쿠 043 - 찬친링
- 주(咒) - 케빈 코
- 가가 - 라하 메보우
- 내 친한 친구의 아침식사 - 두정철
- 플롯섬 앤드 젯섬 - 장초치
- 반신: 전설의 시작! - 후앙 웬 창
- 더 나로우 로드 - 람 윙 섬
- 림보 - 정 바오루이
- 배드 에듀케이션 - 카이 코
- 어 라이트 네버 고즈 아웃 - 아나스타샤 쩡
- 파 파 어웨이 - 아모스 와이
- 더 써니 사이드 오브 더 스트리트 - 류각루이
- 아줌마 - 슈밍 히
- 더 어벤던드 - 쳉 잉팅
- 더 포스트-트루스 월드 - 이프 첸
- 게이랑 - 보이 광
- 살루트 - 요굉역
- 언톨드 허스토리 - 제로 추
- 키싱 더 그라운드 유 워크드 온 - 콩 칭회이
- 사일런스 인 더 더스트 - 리 웨이
- 어 홀리 패밀리 - 엘비스 아-리앙 루
- 더 킹 오브 우시아 - 임정걸
- 블루 아일랜드 - 찬쯔운
- 앤드 마일스 투 고 비포 아이 슬립 - 차이종룽
- 더 띵 위드 페더스 - 쉬톈린
- 투 더 씨 - 린포위
- 빅 데이 - 장쭝제
- 프론티어 - 이명
- 내 목소리를 들어줘 - 리 니엔 슈
- 윌 유 룩 앳 미 - 황슐리
- 더 라이팅 - 무스퀴퀴 취잉
- 더 블랙 월 - 앤슨 막
- 가오슝 시티, 옌청 디스트릭트, 푸베이 Rd., No.31 - 치앙 위-량
- 별 아래 파도 위의 집 - 라우 켁 후앗
- 미꾸라지 - 쉬 안 외 1명
- 다리 밑의 개 - 리후 탕
- 신비한 섬 - 유유
- 컴파운드 아이즈 오브 트로피컬 - 장슈-젠
- 어 나이트 위드 무시나 - 차이 시우 청
- 로터스 인 폴 - 라이 쳉-잉
- 더 홈커밍 필그리마지 오브 다지아 마주 - 황 춘-밍
- 더 트와일라잇 오브 탐수이 - 황 춘-밍

### 올 어바웃 시네마
- 더 스톰즈 오브 제르미 토마스 - 마크 코신스
- 천안문의 망명자들 - 벤 클라인 외 1명
- 린치 / 오즈 - 알렉상드르 오 필립
- 제인 캠피온, 더 시네마 우먼 - 줄리 베르투첼리

### 비욘드 더 버딕트
- 앤드 마일스 투 고 비포 아이 슬립 - 차이종룽
- 해븐트 스탑드 라멘팅 - 창 밍 유
- 프리어 컨빅션스 - 키시 요시유키
- 앵그리 애니 - 블란딘 르누아르
- 라비예 쿠르나즈 vs. 조지 W. 부시 - 안드레아스 드레센
- 알라바마 이야기 - 로버트 멀리건

### 회고전
- 장례식 - 이타미 주조
- 담뽀뽀 - 이타미 주조
- 마루사의 여자 - 이타미 주조
- 마루사의 여자 2 - 이타미 주조
- 아게망 - 이타미 주조
- 민보의 여자 - 이타미 주조
- 중환자 - 이타미 주조
- 조용한 생활 - 이타미 주조
- 슈퍼의 여자 - 이타미 주조
- 마루타이의 여인 - 이타미 주조

### 투 인피니티 앤 비욘드
- 산이 부른다 - 토마스 살바도르
- 블루백 - 로버트 코놀리
- 네이쳐 오브 마더 - 양 리 초우
- 파이어 오브 러브 - 사라 도사
- 숨쉬는 모든 것 - 샤우낙 센

## 같이 보기
- 제40회 홍콩 영화 금상장